# Dongan WJ5
El Dongan WJ5 es un motor turbohélice chino, desarrollado por la compañía Dongan Engine Manufacturing Company en 1966, basándose en el motor soviético Ivchenko AI-24.

## Historia
El desarrollo del WJ5 se inició en 1965, y resultó una complicada labor que requirió también el diseño y creación de útiles y equipos relacionados con la fabricación de un motor. Al año siguiente ya existía una versión funcional, y en 1969 se inició la creación de la variante potenciada WJ5A, que mantenía un 92% de los componentes del motor original.

## Aplicaciones
- Xian Y-7
- Harbin SH-5